# Kōji Takasawa
Kōji Takasawa (jap. 高沢公治 Takasawa Kōji; ur. 13 sierpnia 1974) - japoński narciarz klasyczny, specjalista kombinacji norweskiej.

## Kariera
W Pucharze Świata Kōji Takasawa zadebiutował 6 stycznia 1996 roku w Schonach, zajmując 10. miejsce w zawodach metodą Gundersena. Tym samym w swoim debiucie od razu zdobył pucharowe punkty. W klasyfikacji generalnej sezonu 1995/1996 zajął ostatecznie 26. pozycję. Niedługo później po raz pierwszy i zarazem ostatni w karierze stanął na podium zawodów pucharowych, zajmując drugie miejsce w Gundersenie 18 lutego 1996 roku w Murau. Był to najlepszy wynik Japończyka w historii jego startów w Pucharze Świata. Takasawa pojawiał się także w zawodach Pucharu Świata B, między innymi sześciokrotnie stając na podium i odnosząc jedno zwycięstwo - 24 stycznia 1999 roku w Lake Placid zwyciężył w Gundersenie. W klasyfikacji generalnej sezonu 1998/1999 Pucharu Świata B zajął trzecie miejsce za Austriakiem Christophem Bielerem oraz Norwegiem Prebenem Fjære Brynemo.
Nie startował na mistrzostwach świata igrzyskach olimpijskich. W 2002 roku postanowił zakończyć karierę.

## Osiągnięcia

### Puchar Świata

#### Miejsca w klasyfikacji generalnej
- sezon 1995/1996: 26.
- sezon 1999/2000: 38.
- sezon 2000/2001: 56.

#### Miejsca na podium chronologicznie
| Nr | Data           | Miejscowość | Konkurencja          | Wynik zwycięzcy | Pozycja | Strata | Zwycięzca     |
| -- | -------------- | ----------- | -------------------- | --------------- | ------- | ------ | ------------- |
| 1. | 18 lutego 1996 | Murau       | Gundersen K120/15 km | ?               | 3.      | ?      | Mario Stecher |

### Puchar Kontynentalny

#### Miejsca w klasyfikacji generalnej
- sezon 1996/1997: 67.
- sezon 1997/1998: 29.
- sezon 1998/1999: 3.
- sezon 2000/2001: 20.
- sezon 2001/2002: 25.

#### Miejsca na podium chronologicznie
| Nr | Data             | Miejscowość   | Konkurencja          | Wynik zwycięzcy | Pozycja | Strata | Zwycięzca        |
| -- | ---------------- | ------------- | -------------------- | --------------- | ------- | ------ | ---------------- |
| 1. | 8 grudnia 1998   | Taivalkoski   | Gundersen K90/15 km  | ?               | 2.      | ?      | Jaakko Tallus    |
| 2. | 24 stycznia 1999 | Lake Placid   | Gundersen K120/15 km | ?               | 1.      | -      | -                |
| 3. | 21 marca 1999    | Zakopane      | Gundersen K116/15 km | ?               | 3.      | ?      | Christoph Bieler |
| 4. | 10 grudnia 1999  | Taivalkoski   | Gundersen K90/15 km  | ?               | 3.      | ?      | Kristian Hammer  |
| 5. | 18 grudnia 1999  | Val di Fiemme | Sprint K120/7.5 km   | ?               | 3.      | ?      | Kristian Hammer  |
| 6. | 20 grudnia 1999  | Reit im Winkl | Gundersen K90/15 km  | ?               | 3.      | ?      | Marko Baacke     |